# Bucoda
Bucoda és una població dels Estats Units a l'estat de Washington. Segons el cens del 2000 tenia 628 habitants.

## Demografia
Segons el cens del 2000, Bucoda tenia 628 habitants, 219 habitatges, i 169 famílies. La densitat de població era de 551,1 habitants per km².
Dels 219 habitatges en un 37% hi vivien nens de menys de 18 anys, en un 56,6% hi vivien parelles casades, en un 15,1% dones solteres, i en un 22,8% no eren unitats familiars. En el 13,7% dels habitatges hi vivien persones soles el 4,1% de les quals corresponia a persones de 65 anys o més que vivien soles. El nombre mitjà de persones vivint en cada habitatge era de 2,87 i el nombre mitjà de persones que vivien en cada família era de 3,18.
Per edats la població es repartia de la següent manera: un 29,8% tenia menys de 18 anys, un 8,8% entre 18 i 24, un 29,6% entre 25 i 44, un 23,4% de 45 a 60 i un 8,4% 65 anys o més.
L'edat mediana era de 34 anys. Per cada 100 dones de 18 o més anys hi havia 117,2 homes.
La renda mediana per habitatge era de 34.286 $ i la renda mediana per família de 32.708 $. Els homes tenien una renda mediana de 36.071 $ mentre que les dones 22.321 $. La renda per capita de la població era de 16.613 $. Aproximadament el 18,5% de les famílies i el 25,1% de la població estaven per davall del llindar de pobresa.

## Poblacions més properes
El següent diagrama mostra les poblacions més properes.